# Samir Kuntar
Samir Kuntar (arabsky سمير القنطار‎, ‎20. července 1962 – 19. prosince 2015) byl libanonský Drúz, představitel militantní skupiny Hizballáh a člen teroristické skupiny Palestinská osvobozenecká fronta, usvědčený z několikanásobné vraždy při teroristickém útoku v izraelské Nahariji v dubnu 1979.
V roce 2008 byl propuštěn v rámci výměny vězňů. Po svém propuštění byl v Sýrii oceněn řádem Za zásluhy a stal se vysoce postaveným členem libanonské islamistické militantní skupiny Hizballáh. Během syrské občanské války měl podle drúzských zdrojů na starosti velení guvernorátu Kunejtra a útoky proti Izraeli, zatímco podle americké vlády měl ve spolupráci se Sýrií a Íránem organizovat posílení teroristické infrastruktury Hizballáhu na Golanských výšinách.
V prosinci 2015 zahynul na předměstí Damašku při údajném izraelském leteckém útoku.

## Útok vNahariji
Teroristický útok v Nahariji na severu Izraele vedl Kuntar jako šestnáctiletý ve jménu Palestinské osvobozenecké organizace. Spolu s ním od břehů jiholibanonského města Týros na gumovém člunu s motorem vyplula trojice mužů v noci 22. dubna 1979. Do města, vzdáleného zhruba 10 kilometrů od izraelsko-libanonské hranice, skupina dorazila kolem půlnoci. Nejprve zastřelili 24letého policejního důstojníka Elijahu Šachara. Útočníci poté vnikli do bytového domu s plánem zajmout dvě až tři osoby a odvést je zpět do Libanonu. Při pokusu o násilné vniknutí do jednoho z bytů jeden z místních obyvatel zastřelil jednoho z útočníků. Následně Kuntarova skupina vpadla do bytu rodiny Haranů. Zajali 31letého otce rodiny Dannyho Harana a jeho čtyřletou dceru Ejnat. Manželce Smadar Haranové se podařilo ukrýt do prostoru nad ložnicí spolu s dvouletou dcerou Ja'el a sousedkou.
Kuntar a jeho komplici posléze odvlekli Dannyho Harana a dceru Ejnat na pláž, kde vypukla přestřelka mezi nimi, policisty a vojenskou jednotkou z elitního komanda Sajeret Golani, kteří mezitím dorazili. Když skupina zjistila, že byl jejich člun poškozen střelbou, střelil Kuntar z blízka Dannyho Harana do zad před jeho dcerou, a následně jej utopil v moři, aby se ujistil, že je mrtvý. Následně zabil čtyřletou Ejnat tím, že jí rozmlátil hlavu pažbou své zbraně. Smadar Haranová mezitím v bytě nešťastnou náhodou udusila svou dvouletou dceru Ja'el, když se pokoušela utišit její pláč, který by mohl prozradit místo jejich úkrytu. Při přestřelce na pláži byl zabit jeden z útočníků, Kuntar se zbývajícím členem původní čtveřice byl zajat.
Kuntar a jeho komplic Ahmed Al-Abras byli izraelským soudem v roce 1980 usvědčeni z vraždy čtyř osob a odsouzeni ke čtyřem doživotním trestům odnětí svobody a dalším 47 letům za způsobená zranění. Události v Nahariji byly v izraelských, amerických, britských a kanadských médiích označeny za jeden z nejbrutálnějších teroristických útoků v dějinách Izraele.

## Propuštění a život poté
V roce 2003 Izrael zprostředkovaně jednal s Hizballáhem o výměně ostatků tří izraelských vojáků, které libanonské hnutí zajalo v roce 2000 a propuštění Elchanana Tannenbauma, izraelského podnikatele a plukovníka izraelské armády v záloze, kterého uneslo z Dubaje. Ačkoli vůdce Hizballáhu Hasan Nasralláh trval na propuštění Samira Kuntara, izraelský ministr zahraničních věcí Silvan Šalom a premiér Ariel Šaron jej odmítli propustit a prohlásili, že „vražda rodiny je v Izraeli neodpustitelná.“ Nakonec Nasralláh ustoupil a Kuntar v rámci výměny propuštěn nebyl.
Kuntar strávil v izraelském vězení téměř třicet let, než byl 16. července 2008 propuštěn v rámci dohody o výměně vězňů mezi Izraelem a Hizballáhem, kterou zprostředkovala německá Spolková zpravodajská služba. Ta zahrnovala předání ostatků izraelských vojáků Ehuda Goldwassera a Eldada Regeva a informací o osudu izraelského navigátora Rona Arada. Izrael naproti tomu předal Hizballáhu zprávu o osudu 4 íránských diplomatů, kteří v roce 1982 zmizeli v Libanonu. Dále pak ostatky 199 padlých příslušníků Hizballáhu z druhé libanonské války v roce 2006.
Po svém propuštění byl v Libanonu veřejností oslavován jako národní hrdina.

## Smrt
Kuntar zahynul 19. prosince 2015 při explozi, která zničila šestipatrovou obytnou budovu v Džaramaně na předměstí Damašku. Spolu s ním zahynulo osm syrských nacionalistů, mezi nimi i polní velitel libanonského hnutí Hizballáh, a množství dalších lidí bylo zraněno. Podle oficiálních syrských zdrojů Kuntar zemřel během „teroristického raketového útoku“. Podle Hizballáhu byla budova zničena leteckým úderem izraelského vojenského letectva. Den po jeho smrti se k útoku přihlásila Svobodná syrská armáda.